# Shuguang Xiang (socken i Kina)
Shuguang Xiang (kinesiska: 曙光, 曙光乡) är en socken i Kina. Den ligger i provinsen Yunnan, i den sydvästra delen av landet, omkring 280 kilometer sydost om provinshuvudstaden Kunming. Antalet invånare är 32 601. Befolkningen består av 15 435 kvinnor och 17 166 män. Barn under 15 år utgör 29,0 %, vuxna 15-64 år 64 %, och äldre över 65 år 6,0 %.
Genomsnittlig årsnederbörd är 1 540 millimeter. Den regnigaste månaden är juni, med i genomsnitt 311 mm nederbörd, och den torraste är februari, med 11 mm nederbörd.